# A 4400 szereplőinek listája
Az alábbi lap a 4400 című amerikai sci-fi sorozat szereplőit sorolja fel.

## Főszereplők

### Kyle Baldwin
Kyle (Chad Faust) Tom Baldwin fia és Shawn Farrell unokatestvére. Az első részben Kyle-t el akarják rabolni, de mivel Shawn megpróbálta megmenteni, ezért őt vitték el helyette, Kyle pedig három évig tartó kómába került.

### Shawn Farrell
Shawn (Patrick Flueger) 1983. december 12-én született és tizenhét évesen, 2001. április 22-én tűnt el a Seattle melletti Highland Beachről, ahol az unokatestvérével, Kyle Baldwinnal volt. Shawnt nem akarták elvinni, de amikor Kyle és Shawn söröztek a parton, Shawn látta, hogy Kyle-t el akarják rabolni, ezért félrelökte és őt vitték el helyette.
Visszatérése után járni kezdett öccse, Danny barátnőjével, Nikki Hudsonnal. Miután majdnem megölte Dannyt, elmenekült a 4400 Központba. Képessége nagyon nagy érték volt Jordan Collier és az ő 4400 Központjának számára. Jordannek magának is nagyon nagy szüksége volt Shawn-ra, mivel súlyos sérüléseket szenvedett a meg nem született Isabelle Tylertől. Miután Jordant megölték, Shawn vette át a 4400 Központ vezetését.
Shawn képes az élők manipulálására, ez leginkább gyógyítás formájában jelenik meg, ugyanakkor képes az emberek életerejének kiszívására is.

### Lily Tyler
Lily (Laura Allen) 1966. augusztus 4-én született és 1993. május 26-án tűnt el a floridai Orlandoból 26 évesen. Az elrablás idejében Brian Moore volt a férje, aki Heidi lányának az apja. Terhesen tért vissza, de nem Briantől, hanem Richard Tylertől. A 3. évad premierjében a 29 éves Lilyt már egy 70-es éveiben járó asszonyként láthatjuk. Szülei elváltak, amikor ő csak 14 éves volt.
Ira Steven Behr producer tovább akarta vinni a sorozatban a szereplő életét, de a megrendelő csatorna „üzleti okokra” hivatkozva kiíratta. A showból való kilépése után a Lily Tylert játszó Laura Allen azonnal kapott szerepet egy másik műsorban. A harmadik évad nyitó epizódjában Lily Tyler idős hölgyként van bemutatva, akit Tippi Hedren alakít.

### Richard Tyler
Richard (Mahershala Ali) 1951. május 11-én tűnt el 29 évesen, amikor a Koreai háború idején Dél-Koreaában szolgált afroamerikai pilótaként. A Missouri állam beli St. Louis-ból származik. Beleszeretett egy fehér nőbe, Lily Moore nagyanyjába, Lily Bonhambe. Ő az apja Lily Moore lányának Isabelle Tylernek. Amikor rájön, hogy Shawn Farrell megalapítja a Nova csoportot, Matthew Ross meggyőzi, hogy vegye át a 4400 Központ irányítását.

## Mellékszereplők

### April Skouris
Diana Skouris NTAC ügynök könnyed életfelfogású testvére. Gyakran pótmamaként láthatjuk, miként unokahúgára Maia-ra vigyáz, és összekötve a jót a hasznossal, kihasználja unokahúga képességét, jó sorsjegyeket vásárol, illetve sporteseményekre fogad.
April igen szerencsétlen a magánéletében, nemrégiben vesztette el barátját Ben-t a nővére miatt. A harmadik évad végén látunk néhány képkockát, ahogy promicint ad be magának.

### Gary Navarro
Egy baseball játékos, aki "átigazolt" a NSA-hoz, hogy gondolatolvasó ügynök legyen, továbbá egyike a 4400-as Nova radikális csoportnak. Az NSA arra használja, hogy a későbbiekben fegyverként használható 4400-as embereket elimináljon. Elfogták mikor megpróbálta megölni Denis Ryland-ot. Amikor Tom Baldwin rájött, hogy egy másik egységbe akarják átszervezni, akkor segített neki elmenekülni az Egyesült Államokból. Jelenleg, mint szökevény tartózkodik Kanadában.

### Nikki Hudson
Nikki a Farrell család szomszédja és Danny barátnője volt, amíg Shawn vissza nem tér. Nikki és Shawn között kölcsönös vonzalom volt, amíg egyszer csak Shawn el nem menekült otthonról a 4400 Központba. A 3. évadban újra felbukkant, amikor is megkéri Shawn-t, hogy segítsen rákos apjának. Úgy látszik, hogy felélesztik barátságukat, de Shawn ezt megakadályozza, mivel attól tart, hogy Isabelle esetleg megpróbálja megölni Nikki-t.

### Danny Farrell
Shawn öccse, aki egy rendíthetetlen anti 4400-as főiskolai hallgató, azért mert, a bátyja "ellopta" az ő barátnőjét. Danny ugyanarra a főiskolára jár, mint Kyle.
A 2. évadban Matthew Ross azt javasolta Shawn-nak, hogy többet kellene foglalkozni a családjával, az imázsa miatt. Azóta újra tartja a kapcsolatot a testvérével, de még mindig érzékelhető némi feszültség kettejük közt.

### Matthew Ross
Jordan Collier halála után Shawn tanácsadójaként lép színre. Matthew intézi a 4400 Központ ügyeit, és Collier speciális tanácsait továbbítja Shawn számára. Később megöli Isabelle, mert azt mondta neki, hogy az a feladata, hogy kiírtsa a 4400-asokat.

### Diana Skouris
Diana Skouris (Jacqueline McKenzie) lett a partnere Tom Baldwinnak a legelső részben a 4400-as visszatérők utáni nyomozásban.
A 8 éves Maia Skouris megkéri, hogy hozzá költözhessen az első évad Az új Morrissey című részében. Az adoptáció végül a második évad premier részében sikerül, és onnantól már hivatalosan is nála lakik.
Diana egyike az NTAC legjobb tudósainak. Nemrégiben Marco Pacella ügynökkel alakított ki kapcsolatot. A harmadik évad Blink című részében a drog okozta hallucinációjában látta a korábbi párját, Josht, aki megcsalta őt az esküvőjük előtt két héttel. A hallucináció hatására rájön, hogy csak menedéket keresett Marco személyében, ezért szakít vele.
Diana feszült kapcsolatot tart fenn könnyed felfogású testvérével, Aprillel. Azon időszak alatt, mikor April nála lakott, kihasználta Maia jövőbelátó képességét, és fogadásokkal pénzre tett szert. Maia próbára tette Aprilt, és rossz jóslatot mondott neki, April így elvesztette anyja gyűrűjét, amit a fogadás tétjeként használt. Diana kirakta őt a lakásából, de találkozott vele egy buszmegállóban, hogy visszaadja neki a gyűrűt (amit visszaszerzett).
April teljesen megváltozva tért vissza az új barátjával, Bennel. Maia elmondja Dianának, hogy látja őket összeházasodni. Amikor Diana elmondja Bennek, akkor a férfi szakít Aprillel. Diana saját akarta ellenére beleszeret Benbe.
A harmadik évad végére Diana kezd összerogyni a munka súlya alatt az NTAC-nál. Elhatározza, hogy ideiglenesen otthagyja a munkáját, és olyan helyet keres, ahol nyugodtan élhet. Diana, Ben és Maia jelenleg féléves szabadságukat töltik Spanyolországban.

### Maia Skouris
Diana Skouris adoptált gyermeke, a 4400 tagja. Jövőbelátó képességgel rendelkezik. A 3. évadban elrabolják, de Tom alkut köt a "jövő embereivel, és visszaadják.